# Le Conscrit de 1810

Le Conscrit de 1810 ou Le Conscrit du Languedo ou Le Départ du conscrit est une chanson de conscrit qui évoque le tirage au sort qui décidait de l'ordre de départ des hommes pour la guerre. Le conscrit tiré au sort fait ici ses adieux à ses parents et à sa bien-aimée.
 1810, c'est à peu près l'apogée de l'empereur Napoléon. On a besoin d'homme en France pour combattre, surtout sur le front d'Espagne.
 Originaire du Languedoc, elle a pourtant écrite en français et s'est propagée sous cette forme. 
 Elle est à l'origine appelée Le départ du conscrit et fut publiée pour la première fois en 1846 par Théophile Marion Dumersan dans son recueil Chansons nationales et populaire de la France.
On peut supposer que le prénom Fanfan fait référence à la chanson créé par Émile Debraux en 1819 Fanfan la tulipe qui avait connu un grand succès.

## Texte
On peut lire une version du texte dans le livre de Marc Robine, Anthologie de la chanson française – La tradition, préface de Michel Ragon, Éditions Albin Michel, 1994 -  (ISBN 2-226-07479-1).
Il en existe plusieurs variantes. On peut noter une version béarnaise, sur le même air, et dont les paroles recoupent en partie la précédente.
L'une des versions est la suivante :
Je suis pauvre conscrit
De l'an mil huit cent dix
Faut quitter le Languedô, le Languedô
Faut quitter le Languedô
Avec le sac sur le dos
Le maire et aussi l'préfet
N'en sont deux jolis cadets
Ils nous font tirer au sort, tirer au sort
Tirer au sort
Pour nous conduire à la mort
Adieu mon père, au revoir
Et ma mère adieu bonsoir
Ecrivez-moi de temps en temps, de temps en temps
De temps en temps
Pour m'envoyer de l'argent
Adieu donc chères beautés
Dont nos cœurs sont enchantés.
Ne pleurez point notr'départ, notr'départ
Notre départ
Nous vous reviendrons tôt ou tard
Adieu donc mon pauvre cœur
Vous consolerez ma sœur
Vous y direz que Fanfan, que Fanfan
Oui que Fanfan
Il est mort en combattant.
Qui n'a fait cette chanson
N'en sont trois jolis garçons
Ils étaient faiseurs de bas, faiseurs de bas
Faiseurs de bas
À cette heure ils seront soldats.

## Interprètes[2]
- Marcel Nobla, en 1955.
- Mouloudji, en 1960.
- Claude Flagel, en 1964.
- Les Baladins, en 1966.
- Guy Béart, sous le titre Le Conscrit du Languedo, disque 45 tours, Éditeur Temporel Gb 60006, 1967.
- Serge Kerval, en 1970.
- Éric Amado, coffret Histoire de France par les chansons, des croisades à la guerre de 14 en 1971.
- Raymond Fau, en 1972.
- Alain Charrié, CD Soldats, conscrits et déserteurs, collection Anthologie de la chanson française, EPM/ADES, 1996.
- Riton la Manivelle, disque CD Le Peuple-cri.
- Chœur Montjoie Saint-Denis, disque CD "Chants d'Europe IV".

## Écoute
On peut entendre plusieurs interprétations de cette chanson :
- Le Conscrit de 1810
- Riton la Manivelle
- Lo Conscrit